# Saison 2021 de la Major League Rugby
Navigation
2020 2022
La Major League Rugby 2021 est la 4e édition de la compétition qui se déroule du 20 mars au 1er août 2021. Elle oppose douze équipes des États-Unis et du Canada.

## Contexte
À cause de la pandémie de Covid-19, deux équipes sont obligées de délocaliser leurs matchs. Les Arrows de Toronto ne peuvent jouer au Canada, et s'installent aux États-Unis. Ils joueront à Marietta, où évolue déjà le Rugby ATL. La Legion de San Diego doit elle quitter la Californie pour se relocaliser à Las Vegas.
Deux nouvelles équipes sont prévues pour intégrer la compétition : les Giltinis de Los Angeles, et les Jackals de Dallas. Mais ces derniers doivent finalement décaler leur arrivée dans la ligue à cause de la pandémie de Covid-19.
Les Raptors du Colorado ne disputeront pas cette nouvelle saison, ayant mis fin à leur activité après l'exercice 2020.
Les Old Glory DC changent de stade. Ils quittent le Cardinal Stadium (en) pour rejoindre le Segra Field (en) de Leesburg.
L'aménagement d'enceintes sportives en centres de vaccination à travers le pays perturbe le déroulement de la saison. Ainsi, la Legion de San Diego quitte le Nevada après une seule rencontre disputée là-bas et fait son retour en Californie du Sud.

## Liste des équipes en compétition
| Austin Los Angeles Houston San Diego Seattle Utah Nlle-Angleterre Nlle-Orléans Washington New York Atlanta Toronto |

| Conférence | Équipe                               | Ville                                                                                  | Stade                                                                                 | Capacité          |
| ---------- | ------------------------------------ | -------------------------------------------------------------------------------------- | ------------------------------------------------------------------------------------- | ----------------- |
| Est        | Free Jacks de la Nouvelle-Angleterre | Weymouth (Massachusetts)                                                               | Union Point Sports Complex                                                            | 2 000             |
| Est        | Gold de La Nouvelle-Orléans          | Metairie (Louisiane)                                                                   | Gold Mine                                                                             | 10 000            |
| Est        | Old Glory DC                         | Leesburg (Virginie)                                                                    | Segra Field (en)                                                                      | 5 000             |
| Est        | Rugby United New York                | Jersey City (New York)                                                                 | Cochrane Stadium (en)                                                                 | 4 000             |
| Est        | Rugby ATL                            | Marietta (Géorgie)                                                                     | Lupo Family Field                                                                     | 2 500             |
| Est        | Arrows de Toronto                    | Marietta (Géorgie)                                                                     | Lupo Family Field                                                                     | 2 500             |
| Ouest      | Gilgronis d'Austin                   | Austin (Texas)                                                                         | Bold Stadium                                                                          | 5 000             |
| Ouest      | Sabercats de Houston                 | Houston (Texas)                                                                        | Aveva Stadium                                                                         | 4 000             |
| Ouest      | Giltinis de Los Angeles              | Los Angeles (Californie)                                                               | Los Angeles Memorial Coliseum                                                         | 77 500            |
| Ouest      | Legion de San Diego                  | Las Vegas (Nevada) Carson (Californie) San Diego (Californie) Chula Vista (Californie) | Cashman Field Dignity Health Track Field Torero Stadium Elite Athlete Training Center | 9 337 2 000 6 000 |
| Ouest      | Seawolves de Seattle                 | Tukwila (Washington)                                                                   | Starfire Sports                                                                       | 4 500             |
| Ouest      | Warriors de l'Utah                   | Herriman (Utah)                                                                        | Zions Bank Stadium                                                                    | 5 000             |

## Draft

### Draft universitaire
Pour la première fois de son histoire, la MLR organise une draft universitaire. Pour être éligible, le joueur doit avoir joué en universitaire lors de la saison 2020, avoir passé trois saisons en université ou avoir à minima 21 ans. Toutes les équipes y participent, franchises d'expansion incluses, à l'exception des Arrows de Toronto. Ces derniers possèdent leur propre système de détection au Canada, et ne souhaite pas prendre part à la draft américaine.
Les choix de draft sont les suivants :
| Tour | Choix | Joueur             | Poste                           | Franchise                            | Université                                    |
| ---- | ----- | ------------------ | ------------------------------- | ------------------------------------ | --------------------------------------------- |
| 1    | 1     | Conner Mooneyham   | Ailier, centre                  | Jackals de Dallas                    | Life University                               |
| 1    | 2     | Brian Nault        | Pilier                          | Gold de La Nouvelle-Orléans          | Central Washington University                 |
| 1    | 3     | Derek Ellingson    | Centre, ailier                  | Warriors de l'Utah                   | Collège Saint Mary de Californie              |
| 1    | 4     | Lui Sitama         | Centre                          | Gilgronis d'Austin                   | American International College (en)           |
| 1    | 5     | Aaron Matthews     | Centre                          | Seawolves de Seattle                 | Collège Saint Mary de Californie              |
| 1    | 6     | Justin Johnson     | Troisième ligne                 | Free Jacks de la Nouvelle-Angleterre | Life University                               |
| 1    | 7     | John Powers        | Ailier, arrière                 | Warriors de l'Utah                   | Iona College                                  |
| 1    | 8     | Michael Matarazzo  | Deuxième ligne, troisième ligne | Rugby ATL                            | Université de Notre-Dame-du-Lac               |
| 1    | 9     | Tommy Clark        | Deuxième ligne, troisième ligne | Jackals de Dallas                    | American International College (en)           |
| 1    | 10    | Andrew Guerra      | Troisième ligne                 | Gold de La Nouvelle-Orléans          | Université de Notre-Dame-du-Lac               |
| 1    | 11    | Casey Renaud       | Deuxième ligne                  | Old Glory DC                         | Kutztown University of Pennsylvania (en)      |
| 1    | 12    | Patrick Madden     | Demi d'ouverture, centre        | Legion de San Diego                  | Université d'État polytechnique de Californie |
| 2    | 13    | Levi van Lanen     | Centre                          | Jackals de Dallas                    | Université du Wisconsin à Whitewater          |
| 2    | 14    | Watson Filikitonga | Centre                          | Giltinis de Los Angeles              | Iona College                                  |
| 2    | 15    | Danny Giannascoli  | Demi d'ouverture, arrière       | Warriors de l'Utah                   | Université Loyola du Maryland                 |
| 2    | 16    | Mason Koch         | Talonneur                       | Gilgronis d'Austin                   | Dartmouth College                             |
| 2    | 17    | Nicholas Taylor    | Centre, demi d'ouverture        | Seawolves de Seattle                 | Lindenwood University (en)                    |
| 2    | 18    | Spencer Krueger    | Pilier                          | Free Jacks de la Nouvelle-Angleterre | Université d'État de l'Ohio                   |
| 2    | 19    | Elijah Hayes       | Pilier                          | Warriors de l'Utah                   | Iowa Central Community College (en)           |
| 2    | 20    | John Scotti        | Ailier, centre                  | Rugby ATL                            | Université d'État de l'Arkansas               |
| 2    | 21    | Bronson Teles      | Troisième ligne                 | Jackals de Dallas                    | Université de l'Arizona                       |
| 2    | 22    | Stephen McLeish    | Talonneur, troisième ligne      | Giltinis de Los Angeles              | Lindenwood University (en)                    |
| 2    | 23    | Matthew Gordon     | Troisième ligne                 | Old Glory DC                         | Université de Mary Washington                 |
| 2    | 24    | Cole Zarcone       | Ailier                          | Legion de San Diego                  | Central Washington University                 |

### Repêchage des joueurs des Jackals de Dallas
À la suite du forfait des Jackals de Dallas, la MLR organise une vague de repêchage pour ces joueurs, en facilitant leurs conditions d'accès aux autres clubs (augmentation du plafond salarial, joueurs étrangers considérés comme nationaux, ...). Les joueurs peuvent aussi choisir de ne pas se présenter à la draft.
La situation des anciens joueurs des Jackals est la suivante :
| Poste            | Joueur                 | Choix                                 | Nouveau club                                           |
| ---------------- | ---------------------- | ------------------------------------- | ------------------------------------------------------ |
| Pilier           | Skyler Adams           | Ne participe pas à la draft           | Sans équipe au 18 février 2021                         |
| Pilier           | Kelepi Fifita          | Sélectionné au premier tour de draft  | Équipe non annoncée au 18 février 2021                 |
| Pilier           | Will Burke             | Participe à la draft                  | Non-signé au 18 février 2021                           |
| Pilier           | Marco Fepulea’i        | Participe à la draft                  | Non-signé au 18 février 2021                           |
| Pilier           | Kareem Odeh            | Participe à la draft                  | Non-signé au 18 février 2021                           |
| Talonneur        | Mike Brown             | Participe à la draft                  | Non-signé au 18 février 2021                           |
| Talonneur        | Chad Gough             | Sélectionné au deuxième tour de draft | Équipe non annoncée au 18 février 2021                 |
| Talonneur        | James Malcolm (en)     | Participe à la draft                  | Non-signé au 18 février 2021                           |
| Deuxième ligne   | Theo McFarland         | Agent libre                           | Rentré aux Samoa préparer les Jeux olympiques de Tokyo |
| Deuxième ligne   | Kody O'Neil            | Sélectionné au premier tour de draft  | Sabercats de Houston                                   |
| Deuxième ligne   | Hank Stevenson         | Participe à la draft                  | Non-signé au 18 février 2021                           |
| Troisième ligne  | Bronson Teles          | Agent libre                           | Sabercats de Houston                                   |
| Troisième ligne  | Wian Conradie          | Participe à la draft                  | Non-signé au 18 février 2021                           |
| Troisième ligne  | Tommy Hunkin-Clark     | Agent libre                           | Seawolves de Seattle                                   |
| Troisième ligne  | Conrado Roura          | Ne participe pas à la draft           | Peñarol Rugby                                          |
| Troisième ligne  | Pikkie de Villiers     | Participe à la draft                  | Non-signé au 18 février 2021                           |
| Demi de mêlée    | Carlo de Nysschen      | Sélectionné au premier tour de draft  | Legion de San Diego                                    |
| Demi de mêlée    | Jinho Mun              | Sélectionné au deuxième tour de draft | Sabercats de Houston                                   |
| Demi de mêlée    | Cristian Rodriguez     | Agent libre                           | Giltinis de Los Angeles                                |
| Demi d'ouverture | Tuidraki Samusamuvodre | Agent libre                           | signé, équipe non annoncée au 18 février 2021          |
| Demi d'ouverture | Tim O’Malley           | Ne participe pas à la draft           | s'entraîne avec les Crusaders                          |
| Demi d'ouverture | Robbie Petzer          | Sélectionné au premier tour de draft  | Rugby ATL                                              |
| Centre           | Chad London            | Ne participe pas à la draft           | Non-signé au 18 février 2021                           |
| Centre           | Levi van Lanen         | Participe pas à la draft              | Non-signé au 18 février 2021                           |
| Centre           | Conner Mooneyham       | Sélectionné au premier tour de draft  | Gilgronis d'Austin                                     |
| Ailier           | Jonetani Vasurakuta    | Sélectionné au premier tour de draft  | Non-signé au 18 février 2021                           |
| Ailier           | Peni Tagive            | Participe pas à la draft              | Non-signé au 18 février 2021                           |
| Ailier           | Ryan James             | Sélectionné au deuxième tour de draft | Giltinis de Los Angeles                                |
| Arrière          | Campbell Johnstone     | Agent libre, signe hors ligue         | Colorado XO                                            |
| Arrière          | Josateki Degei         | Sélectionné au premier tour de draft  | Équipe non annoncée au 18 février 2021                 |

## Résumé des résultats

### Classement de la phase régulière

#### Conférence Est
| Rang | Club                                 | J  | V  | N | D  | Pm  | Pe  | Diff | Pts |
| ---- | ------------------------------------ | -- | -- | - | -- | --- | --- | ---- | --- |
| 1    | Rugby ATL                            | 16 | 11 | 0 | 5  | 420 | 321 | +99  | 58  |
| 2    | Rugby United New York                | 16 | 10 | 0 | 6  | 448 | 419 | +29  | 53  |
| 3    | Gold de La Nouvelle-Orléans          | 16 | 10 | 1 | 5  | 375 | 378 | -3   | 51  |
| 4    | Free Jacks de la Nouvelle-Angleterre | 16 | 10 | 0 | 6  | 382 | 351 | +31  | 48  |
| 5    | Old Glory DC                         | 16 | 6  | 1 | 9  | 409 | 490 | -81  | 39  |
| 6    | Arrows de Toronto                    | 16 | 5  | 0 | 11 | 411 | 412 | -1   | 30  |

|  | Qualifiés pour la finale de conférence Est. |

#### Conférence Ouest
| Rang | Club                    | J  | V  | N | D  | Pm  | Pe  | Diff | Pts |
| ---- | ----------------------- | -- | -- | - | -- | --- | --- | ---- | --- |
| 1    | Giltinis de Los Angeles | 16 | 12 | 0 | 4  | 545 | 305 | +240 | 63  |
| 2    | Warriors de l'Utah      | 16 | 10 | 0 | 6  | 506 | 464 | +42  | 57  |
| 3    | Gilgronis d'Austin      | 16 | 9  | 0 | 7  | 389 | 317 | +72  | 47  |
| 4    | Legion de San Diego     | 16 | 6  | 0 | 10 | 430 | 464 | -34  | 38  |
| 5    | Seawolves de Seattle    | 16 | 4  | 0 | 12 | 343 | 461 | -118 | 26  |
| 6    | Sabercats de Houston    | 16 | 2  | 0 | 14 | 274 | 550 | -276 | 13  |

|  | Qualifiés pour la finale de conférence Ouest. |

### Résultats

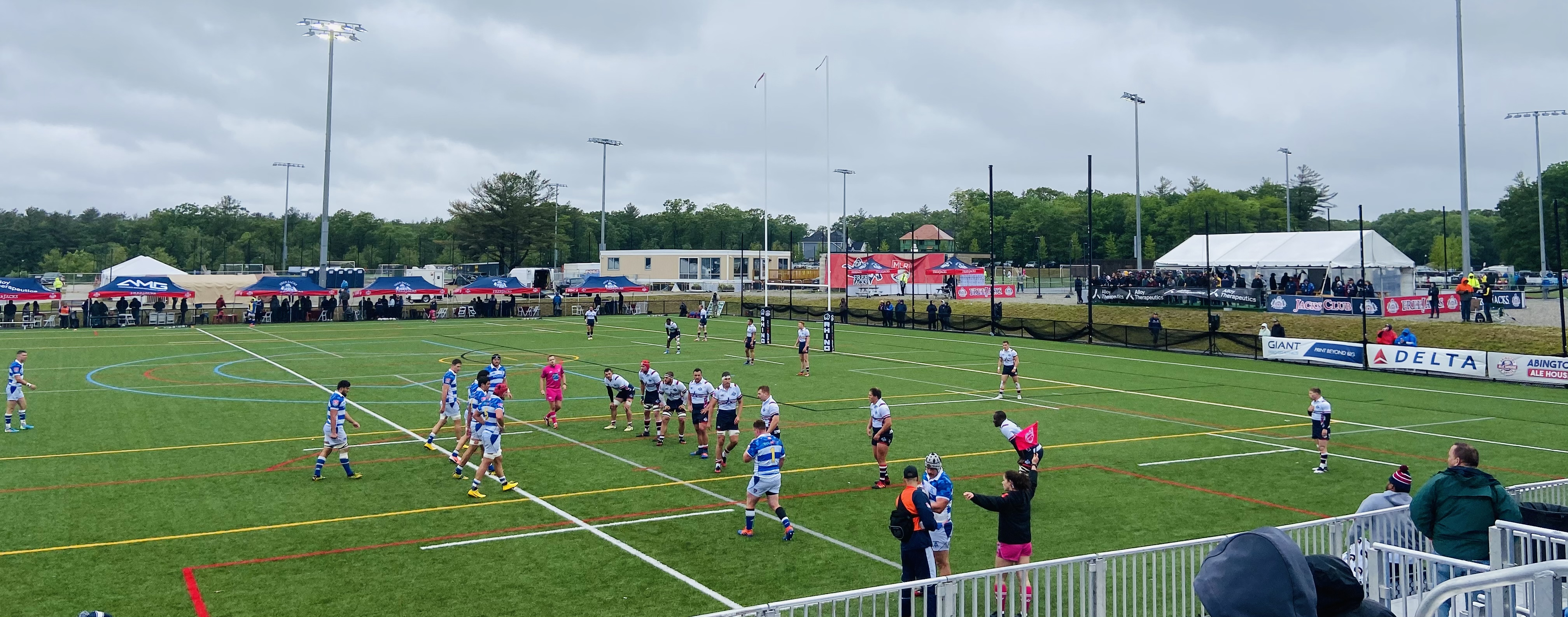
Rencontre entre les Free Jacks et les Arrows.

L'équipe qui reçoit est indiquée dans la colonne de gauche.		
| Clubs                                | ATL   | AUS   | HOU   | DC    | LA    | NE    | NOLA  | NY    | SD    | SEA   | TOR   | UTAH  |
| ------------------------------------ | ----- | ----- | ----- | ----- | ----- | ----- | ----- | ----- | ----- | ----- | ----- | ----- |
| Rugby ATL                            |       |       | 33-15 | 32-12 | 17-12 | 33-18 | 38-28 | 17-27 | 41-22 |       | 21-14 |       |
| Gilgronis d'Austin                   | 17-15 |       | 26-0  |       | 3-17  |       |       | 16-9  | 11-14 | 42-15 | 47-21 | 28-30 |
| Sabercats de Houston                 |       | 9-28  |       | 13-21 | 33-48 | 0-32  |       |       | 34-32 | 30-24 | 10-19 | 5-24  |
| Old Glory DC                         | 30-23 | 29-25 |       |       |       | 35-22 | 21-25 | 10-46 | 38-29 | 22-18 | 19-40 |       |
| Giltinis de Los Angeles              |       | 31-17 | 52-5  | 47-17 |       | 42-27 | 20-21 |       | 45-17 | 57-26 |       | 38-27 |
| Free Jacks de la Nouvelle-Angleterre | 22-19 | 22-18 |       | 38-34 |       |       | 9-17  | 22-6  |       | 25-21 | 14-12 | 22-21 |
| Gold de La Nouvelle-Orléans          | 7-8   | 15-18 | 28-26 | 26-26 |       | 30-29 |       | 51-28 |       |       | 22-14 | 29-24 |
| Rugby United New York                | 31-24 |       | 54-19 | 38-34 | 18-16 | 29-19 | 32-35 |       |       |       | 12-53 | 28-29 |
| Legion de San Diego                  |       | 14-33 | 39-11 |       | 13-19 | 17-33 | 43-17 | 29-36 |       | 34-21 |       | 31-29 |
| Seawolves de Seattle                 | 6-25  | 31-36 | 40-21 |       | 14-29 |       | 30-6  | 21-23 | 21-15 |       |       | 28-29 |
| Arrows de Toronto                    | 29-33 |       |       | 34-28 | 16-43 | 17-28 | 12-18 | 24-31 | 30-40 | 52-7  |       |       |
| Warriors de l'Utah                   | 31-41 | 45-24 | 50-43 | 34-33 | 34-29 |       |       |       | 45-41 | 15-20 | 39-24 |       |

|  | Victoire à domicile |  | Match nul |  | Défaite à domicile |

## Phase finale
Les quatre premiers de la phase régulière sont qualifiés pour les demi-finales. 
|  | Demi-finales            | Demi-finales            |           |    | Finale        | Finale        |
|  | Demi-finales            | Demi-finales            |           |    | Finale        | Finale        |
|  |                         |                         |           |    |               |               |
|  | 24 juillet 2021         | 24 juillet 2021         |           |    | 1er août 2021 | 1er août 2021 |
|  | 24 juillet 2021         | 24 juillet 2021         |           |    | 1er août 2021 | 1er août 2021 |
|  | Rugby ATL               | 10                      |           |    | 1er août 2021 | 1er août 2021 |
|  | Rugby ATL               | 10                      |           |    | 1er août 2021 | 1er août 2021 |
|  | Rugby United New York   | 9                       |           |    | 1er août 2021 | 1er août 2021 |
|  | Rugby United New York   | 9                       | Rugby ATL | 17 |               |               |
|  | 25 juillet 2021         |                         | Rugby ATL | 17 |               |               |
|  |                         | Giltinis de Los Angeles | 31        |    |               |               |
|  | Giltinis de Los Angeles | Giltinis de Los Angeles | 31        | 17 |               |               |
|  | Giltinis de Los Angeles |                         |           | 17 |               |               |
|  | Warriors de l'Utah      | 13                      |           |    |               |               |
|  | Warriors de l'Utah      | 13                      |           |    |               |               |

### Demi-finales
| 24 juillet 2021 20 h | Rugby ATL | 10 - 9 (3 - 6) | Rugby United New York                                                                        | Lupo Family Field, Marietta 1 792 spectateurs Arbitre : JP Doyle |
| 24 juillet 2021 20 h | Essai(s) : 1 Maughan (en) (75e) Transformation(s) : 1 Coleman (en) (76e) Pénalité(s) : 1 Ezcurra (9e) Carton(s) jaune(s) : 1 Wenglewski (49e) | Rapport        | Pénalité(s) : 3 Bennett (34e, 36e, 61e) Carton(s) jaune(s) : 2 Rochford (47e), Ngawati (68e) | Lupo Family Field, Marietta 1 792 spectateurs Arbitre : JP Doyle |
| 24 juillet 2021 20 h | | Rapport        |                                                                                              | Lupo Family Field, Marietta 1 792 spectateurs Arbitre : JP Doyle |

| 25 juillet 2021 15 h | Giltinis de Los Angeles                                                                    | 17 - 13 (7 - 3) | Warriors de l'Utah | Los Angeles Memorial Coliseum, Los Angeles Arbitre : JP Doyle |
| 25 juillet 2021 15 h | Essai(s) : 3 Ashley-Cooper (35e), James (en) (68e, 77e) Transformation(s) : 1 Giteau (36e) | Rapport         | Essai(s) : 1 Malolo (58e) Transformation(s) : 1 transformation automatique (58e) Pénalité(s) : 2 Schulte (en) (40e, 48e) | Los Angeles Memorial Coliseum, Los Angeles Arbitre : JP Doyle |
| 25 juillet 2021 15 h |                                                                                            | Rapport         | | Los Angeles Memorial Coliseum, Los Angeles Arbitre : JP Doyle |

### Finale
| 1er août 2021 13 h | Rugby ATL | 17 - 31 (10 - 15) | Giltinis de Los Angeles | Memorial Coliseum, Los Angeles 7 389 spectateurs Arbitre : JP Doyle |
| 1er août 2021 13 h | Essai(s) : 2 Janse van Rensburg (en) (36e), Deacon (78e) Transformation(s) : 2 Coleman (en) (37e, 79e) Pénalité(s) : 1 Coleman (15e) | Rapport           | Essai(s) : 3 Ryberg (21e, 24e), D. van der Merwe (53e) Transformation(s) : 2 Giteau (22e, 54e) Pénalité(s) : 4 Giteau (19e, 44e, 70e), Burton (76e) | Memorial Coliseum, Los Angeles 7 389 spectateurs Arbitre : JP Doyle |
| 1er août 2021 13 h | | Rapport           | | Memorial Coliseum, Los Angeles 7 389 spectateurs Arbitre : JP Doyle |

|                     |    |                               |  |     |
|                     |    |                               |  |     |
|                     | 15 | Austin White                  |  | 71e |
|                     | 14 | Jeremy Misailegalu            |  |     |
|                     | 13 | Ryan Nell (en)                |  | 35e |
|                     | 12 | Bautista Ezcurra              |  | 61e |
|                     | 11 | Rory van Vugt (en)            |  | 59e |
|                     | 10 | Kurt Coleman (en)             |  |     |
|                     | 9  | Rowan Gouws (en)              |  |     |
|                     | 8  | Johan Momsen (en)             |  |     |
|                     | 7  | Matt Heaton (en)              |  |     |
|                     | 6  | Vili Helu (en)                |  | 56e |
|                     | 5  | Conor Keys (en)               |  | 49e |
|                     | 4  | Marno Redelinghuys (en)       |  |     |
|                     | 3  | Wikus Groenewald              |  | 52e |
|                     | 2  | Marko Janse van Rensburg (en) |  | 60e |
|                     | 1  | Alex Maughan (en)             |  | 60e |
| Remplacements:      |    |                               |  |     |
|                     | 16 | Neethling Gericke             |  | 60e |
|                     | 17 | Chance Wenglewski             |  | 52e |
|                     | 18 | Will Burke                    |  | 60e |
|                     | 19 | Connor Cook                   |  | 56e |
|                     | 20 | Ross Deacon                   |  | 49e |
|                     | 21 | Ryan Rees (en)                |  | 59e |
|                     | 22 | Robbie Petzer (en)            |  | 71e |
|                     | 23 | Mark O'Keeffe                 |  | 35e |
| Entraîneur:         |    |                               |  |     |
| Scott Lawrence (en) |    |                               |  |     |

|                     |    |                         |  |     |
|                     |    |                         |  |     |
|                     | 15 | Luke Burton             |  | 50e |
|                     | 14 | John Ryberg             |  | 75e |
|                     | 13 | Adam Ashley-Cooper      |  | 50e |
|                     | 12 | Bill Meakes (en)        |  | 62e |
|                     | 11 | DTH van der Merwe       |  |     |
|                     | 10 | Matt Giteau             |  | 53e |
|                     | 9  | Harrison Goddard (en)   |  | 62e |
|                     | 8  | Corey Thomas (en)       |  |     |
|                     | 7  | Christian Poidevin (en) |  |     |
|                     | 6  | Angus Cottrell (en)     |  | 57e |
|                     | 5  | Nathan Den Hoedt (en)   |  |     |
|                     | 4  | Dave Dennis             |  |     |
|                     | 3  | Marco Fepulea'i (en)    |  | 57e |
|                     | 2  | Mahe Vailanu (en)       |  |     |
|                     | 1  | Charlie Abel (en)       |  |     |
| Remplacements:      |    |                         |  |     |
|                     | 16 | Sean McNulty (en)       |  | 75e |
|                     | 17 | Blake Rogers            |  | 50e |
|                     | 18 | Luke White (en)         |  | 50e |
|                     | 19 | Seán O'Brien (en)       |  | 62e |
|                     | 20 | Pago Haini (en)         |  | 62e |
|                     | 21 | Serupepeli Vularika     |  | 57e |
|                     | 22 | Luke Carty (en)         |  | 57e |
|                     | 23 | Ryan James (en)         |  | 53e |
| Entraîneur:         |    |                         |  |     |
| Darren Coleman (en) |    |                         |  |     |

| Homme du match (MVP): Matt Giteau Arbitres: JP Doyle Federico Anselmi Kahlil Harrison Arbitre vidéo: Derek Summers |